# Werner Zillig
Werner Zillig (* 22. Oktober 1949 in Haßlach bei Kronach) ist ein deutscher Schriftsteller und Sprachwissenschaftler.

## Leben
Werner Zillig hat in Erlangen, Tübingen und Münster Germanistik, Geschichte und Soziologie studiert und promovierte 1981 in Münster mit einer Untersuchung des Sprechakts Bewerten. Danach war er Hochschulassistent für Germanistische Linguistik an der Universität Münster. Er habilitierte sich mit einer Analyse der Textsorte Anstandsbuch und wurde Hochschuldozent an der Universität Münster. 1996 bis 2002 lebte er in Lille, danach in Igls. 2008 wurde Zillig zum Honorarprofessor für Linguistik an der Universität Innsbruck ernannt. Neben sprachwissenschaftlichen Forschungen erarbeitete er auch eine Bibliographie zum Anstandsbuch seit Knigge. Zillig lebt mit seiner Familie in Unterhaching.

## Werk
Seine ersten belletristischen Texte publizierte er als Heinrich Werner in verschiedenen Science-Fiction-Anthologien. Die Veröffentlichung seines ersten Erzählungsbandes 1980 wurde von Herbert W. Franke unterstützt. 1984 veröffentlichte er mit Die Parzelle eine Utopie, in der die Gesellschaft allen Aussteigern begrenzte Gebiete zur Verfügung stellt, in denen sie straffrei mit Drogen experimentieren können.
Nachdem Zillig im Nachwort seines Erzählungsbandes Siebzehn Sätze. Das Gedächtnis seinen Abschied vom phantastischen Genre erklärt hatte, wurde Siebzehn Sätze mit dem Kurd-Laßwitz-Preis ausgezeichnet. In dem parallel publizierten Kurzroman Der neue Duft verwendete er Thomas Manns Erzählung Der Tod in Venedig als Schablone einer SF-Geschichte. Der Schlüsselroman Die Festschrift ist ein Campus-Roman in der Tradition von David Lodge.

### Belletristische Werke
- Der Regentänzer. Science fiction stories. Goldmann, München 1980, ISBN 3-442-23367-4.
- Die Parzelle. Roman. Goldmann (Edition ’84 2, Goldmann Taschenbuch #8402), 1984, ISBN 3-442-08402-4. (Wieder erschienen, mit einem Vorwort von Jörg Weigand und einem Nachwort des Verfassers. AndroSF 161. p.machinery, Winnert 2023. ISBN 978-3-95765-316-1. E-Book: ISBN 978-3-95765-788-6.)
- Siebzehn Sätze. Das Gedächtnis. Zwei Erzählungen. Corian-Verlag Wimmer, Meitingen 1989, ISBN 3-89048-305-4.
- Der neue Duft. Eine Erzählung aus der Kultur von morgen. Corian-Verlag Wimmer, Meitingen 1989, ISBN 3-89048-306-2.
- Die Festschrift. Ein Roman. Klöpfer & Meyer, Tübingen 2004, ISBN 978-3-937667-00-3.
- Mein Sonntag in Münster. Science-Fiction-Erzählungen 1978–2014. p.machinery, Murnau am Staffelsee 2017, ISBN 978-3-95765-095-5.
- Das Mädchen. Roman. [Ein biographischer Roman über das Leben der Schauspielerin Helga Anders]. Altan Verlag, Medelby 2019, ISBN 978-3-93047-205-5.
- Lesebuch Werner Zillig. Aisthesis Verlag, Bielefeld. Nylands Kleine Westfälische Bibliothek Bd. 86. ISBN 978-3-8498-1398-7.
- Der Himmel über Tübingen. Mit einem Anhang "Die Göttinger Welt". Altan Verlag, Medelby 2022. ISBN 978-3930472109

### Wissenschaftliche Publikationen
- Bewerten. Sprechakttypen der bewertenden Rede. Niemeyer, Tübingen 1982, ISBN 3-484-30115-5. Zugleich Dissertation Universität Münster (Westfalen) 1981.
- als Herausgeber: Jost Trier. Leben – Werk – Wirkung. Mit Beiträgen von Carsten Albers u. a., Aa, Münster 1994, ISBN 3-930472-48-1.
- als Herausgeber: Über Jost Trier. Vorträge anläßlich des Jost-Trier-Gedenktags am 15. Dezember 1994. Mit Beiträgen von Karl-Heinz Borck u. a. Nachwort von Susanne Höfer-Lutz und Werner Zillig. Aa, Münster 1994, ISBN 3-930472-50-3.
- Natürliche Sprachen und kommunikative Normen. Narr, Tübingen 2003, ISBN 3-8233-5897-9.
- (zusammen mit Volker Ladenthin) Alle meine Vorurteile. Ein Roman. Altan, Medelby 2021, ISBN 978-3-930472-53-6.
- (zusammen mit Volker Ladenthin) Erkenntnis. Ein Dialog. Altan, Medelby 2023, ISBN 978-3-930472-55-0.

### Hörspiele
- Wir, die Künstler, aber lachen (WDR) 1984
- Die Rekonstruktion (WDR) 1986
- Die Möglichkeiten von Fiesole (SDR) 1989
- Sorglers Rückkehr (SDR) 1991

### Bearbeiter und Herausgeber
- Akira Hori, Ken Okura, Werner Zillig (Hrsg.): SF aus Japan. Die Hand des kosmischen Affen und 9 weitere Geschichten. (Uchu zaro no te; übersetzt von Shingo Shimada), Goldmann 23403, München 1982, ISBN 3-442-23403-4.